# Egon Schiele
Egon Schiele (tiếng Đức: [ʃiːlə] (nghe) ΣEE-lə; ngày 12 tháng 6 năm 1890 - 31 tháng 10 năm 1918) là một họa sĩ người Áo. Được bảo trợ của Gustav Klimt, Schiele là một họa sĩ tượng trưng nổi bật của đầu thế kỷ 20. Tác phẩm của ông được ghi nhận có cảm xúc mãnh liệt và tình dục chân thực, bao gồm nhiều chân dung tự họa, trong đó có các chân dung tự họa trần truồng. Các hình dạng cơ thể xoắn và đường biểu cảm đặc trưng và tranh vẽ của Schiele đã khẳng định ông là nhân vật hàng đầu của chủ nghĩa biểu hiện.

## Tiểu sử
Egon Schiele sinh ngày 12 tháng 6 năm 1890 tại Tulln bên sông Danube, cha của ông là Adolf Schiele và mẹ là Marie Schiele. Khi Egon Schiele ra đời, cha cậu là trưởng ga xe lửa ở Tulln. Egon lớn lên với người chị Melanie và người em gái Gertrude (Gerti). Sau này, họ là những người mẫu trong tranh của ông.
Từ lúc còn nhỏ, Egon đã thích vẽ và đồ chơi xe lửa. Những bức vẽ sớm nhất cậu bé vẽ là hình những đoàn tàu rất chi tiết.
Lúc cậu bé 15 tuổi, người cha bị bệnh nặng, định tự tử, nhưng rồi cũng chết một tháng sau đó. Tình trạng gia đình xuống dốc nhanh chóng nên người cậu là Leopold Czihaczek phải ra tay giúp đỡ. Do hoàn cảnh gia đình Egon phải bỏ dở trung học và ngày càng chìm đắm trong nghệ thuật. Người cậu đã nhận nuôi cậu bé. 
Egon đã kết bạn với một họa sĩ hơn cậu 20 tuổi tên là Max Kahrer và được giáo sư hội họa ở trường trung học Ludwig Karl Strauch hướng dẫn riêng, cậu đã thi đậu vào Viện Mỹ thuật Viên, nhập học mùa thu năm 1906. Là sinh viên trẻ nhất, sau khi xong chương trình dự bị, Egon học lớp hội họa tổng quát do giáo sư Christian Grienpenkerl - một họa sĩ nổi tiếng hà khắc và cổ hủ của trường giảng dạy. Sự đố kỵ giữa thầy và trò khiến Egon liên tục bỏ lớp.
Egon gặp Gustav Klimt và ngày càng bị ảnh hưởng từ họa sĩ này. Anh cũng say mê Oskar Kokoschka - họa sĩ dẫn đầu sự phát triển của trường phái biểu hiện Áo.